# جوائز الدولة المصرية
جوائز الدولة المصرية هي جوائر تقدمها وزارة الثقافة المصرية ممثلة في المجلس الأعلى للثقافة جوائز مالية سنوية للمبدعين وهي: جائزة النيل، جائزة التفوق، جائزة الدولة التقديرية، جائزة الدولة التشجيعية.
أنشأت الدولة جوائز للمبدعين والباحثين في مجالات الفنون والآداب والعلوم الاجتماعية بموجب قانون رقم (37) منذ عام 1958 - والخاص بجوائز الدولة للإنتاج الفكري ولتشجيع العلوم والعلوم الاجتماعية والفنون والآداب. وقد أضيفت إلى تلك الجائزتين جائزتان جديدتان وهما جائزة مبارك وجائزة الدولة للتفوق، وذلك بموجب القانون رقم ( 24 ) لسنة 1998.
ثم تم تغيير مسمى جائزة مبارك إلى جائزة النيل بموجب قرار مجلس الوزراء في جلسته رقم (7) المنعقد بتاريخ 20 / 4 / 2011.

## جائزة النيل
وهي أعلى الجوائز قيمة، وتمنح لشخصية بارزة في كل من مجالات الآداب والفنون والعلوم الاجتماعية، وقيمة كل جائزة من الجوائز أربعمائة ألف جنيه وميدالية ذهبية، وقد منحت لأول مرة عام 1999. وكانت تسمى سابقًا جائزة مبارك حتى صدر قرار بتغيير مسمى الجائزة إلى جائزة النيل، وصدر في الجريدة الرسمية العدد 16 مكرر في 26 أبريل 2011.

## جائزة الدولة التقديرية
تمنح سنويا للممتازين في الإنتاج الفكري في مجالات الفنون والآداب والعلوم الاجتماعية، وذلك بموجب القانون رقم (24 ) لسنة 1998، وهى موزعة على النحو التالي:
ثلاث جوائز للفنون. ثلاث جوائز للآداب. أربعة جوائز للعلوم الاجتماعية.
وتبلغ قيمة كل جائزة من الجوائز التقديرية مئتي ألف جنيه، وميدالية ذهبية، ولا يجوز تقسيمها ولا منحها لشخص واحد أكثر من مرة.

## جائزة الدولة للتفوق
قد أضيفت إلى جوائز الدولة التقديرية والتشجيعية بموجب القانون رقم (24 ) لسنة 1998، وهي تمنح سنويا للمتفوقين من مواطني جمهورية مصر العربية، موزعة على النحو التالي:
جائزتان للفنون. جائزتان للآداب. ثلاث جوائز للعلوم الاجتماعية.
تبلغ قيمة كل جائزة من جوائز الدولة للتفوق مئة ألف جنيه مصري، وميدالية فضية، ولا يجوز تقسيم الجائزة أو منحها لشخص آخر في الفرع ذاته أكثر من مرة، ومنحت الجائزة لأول مرة عام 1999.

## جوائز الدولة التشجيعية
تمنح سنويا عن أحسن المصنفات والأعمال التي أنتجها الممتازون من مواطني جمهورية مصر العربية وتكريما لهم، موزعة على النحو التالي:
ثمانية جوائز للآداب. ثمانية جوائز للفنون. ثمانية جوائز للعلوم الاجتماعية. ثمانية جوائز للعلوم القانونية والاقتصادية.
تبلغ قيمة كل جائزة من الجوائز التشجيعية خمسين ألف جنيه ولا يجوز أن يمنح شخص واحد الجائزة أكثر من مرتين في فرع أو موضوع واحد.